# Discalma congener
Discalma congener är en fjärilsart som beskrevs av W. Warren 1897. Discalma congener ingår i släktet Discalma och familjen mätare. Inga underarter finns listade i Catalogue of Life.